# Гней Фульвій Флакк (претор 212 року до н. е.)
Гней Фульвій Флакк (*Gnaeus Fulvius Flaccus, д/н — після 211 до н. е.) — політичний та військовий діяч часів Римської республіки. Учасник Другої пунічної війни.

## Життєпис
Походив з роду нобілів Фульвіїв Флакків. Син Марка Фульвія Флакка, консула 264 року до н. е. Про молоді роки нічого невідомо.
У 212 році до н. е. за допомогою свого брата консула Квінта Фульвія Флакка обирається претором. В якості провінції отримав Апулію. Тут йому довелося протистояти карфагенському очільнику Ганнібалу. Тут самовпевнено виступив проти карфагенян, проте зазнав нищівної поразки. Більшість дослідників визначає місце біля Гердонія. Оцінки втрат Фульвія розходяться: за Полібієм він втратив 16 тис. легіонерів з 18 тис., за Тітом Лівієм, лише 2200 римлян врятувалося з 22 тис.
Народний трибун Гай Семппоній Блез у 211 році до н. е. звинуватив його у відсутності уваги та розсудливості. Після цього Флакка було визнано винним у поразки й відправлено у вигнання до міста Тарквінії. Подальша доля невідома.

## Родина
Дружина — Гостилія Кварта.
Діти:
- Гней Фульвій Флакк, претор 190 року до н. е.
- Квінт Фульвій Флакк, консул-суфект 180 року до н. е.